# 4262 DeVorkin
4262 DeVorkin eller 1989 CO är en asteroid i huvudbältet som upptäcktes den 5 februari 1989 av de båda japanska astronomerna Masaru Arai och Hiroshi Mori vid Yorii-observatoriet i Japan. Den är uppkallad efter David H. DeVorkin.
Asteroiden har en diameter på ungefär 6 kilometer.